# Zoja Stasjoek
Zoja Leontiivna Stasjoek (Oekraïens: Зоя Леонтіївна Стасюк) (Kiev, 15 april 1925 - Kiev, 24 december 2014), was een voormalig basketbalspeelster die uitkwam voor het nationale team van de Sovjet-Unie.

## Carrière
Stasjoek begon haar carrière bij Spartak Kirovograd in 1944. In 1946 stapte ze over naar Dinamo Kiev. Met Dinamo won ze het landskampioenschap van de Sovjet-Unie in 1949. In 1950 werd ze Bekerwinnaar van de Sovjet-Unie. In 1951 wint ze die beker nog een keer met Oekraïense SSR. In 1957 stopte ze met basketbal.
Met het nationale team van de Sovjet-Unie won Stasjoek twee keer goud op het Europees Kampioenschap in 1950 en 1952.

## Privé
Ze studeerde af aan de Nationale Universiteit voor Lichamelijke Opvoeding en Sport van Oekraïne (NUFVSU).

## Erelijst
- Landskampioen Sovjet-Unie: 1
  - Winnaar: 1949
  - Tweede: 1950
- Bekerwinnaar Sovjet-Unie: 2
  - Winnaar: 1950, 1951
  - Runner-up: 1949
- Europees Kampioenschap: 2
  - Goud: 1950, 1952